# Chapelle Saint-Jacques de Coussegrey
Pour les articles homonymes, voir Chapelle Saint-Jacques.
La chapelle Saint-Jacques de Coussegrey est une chapelle située à Coussegrey, dans le département de l'Aube, en France.

## Description
La chapelle est désormais protégée par un abri, qui a pour inconvénient d'étouffer l'ensemble monumental.

## Localisation
En arrivant de Prusy, juste avant d'entrer dans Coussegrey, se trouve un monument complexe dénommé chapelle Saint-Jacques, regroupant une mise au tombeau surmontée d'une croix en pierre.

## Historique
Érigée en 1538 par Gérard de Noiron, elle a été très dégradée lors de la Révolution française.
L'édifice est inscrit au titre des monuments historiques en 1925.